# Stylophora kuehlmanni
Espèce
Statut CITES
Stylophora kuehlmanni est une espèce de coraux appartenant à la famille des Pocilloporidae.